# Agustín Edwards Ossandón
José Agustín de Dios Edwards Ossandón (La Serena, 2 de abril de 1815-Limache, 2 de enero de 1878) fue un empresario y político chileno, que ejerció como diputado y senador de la República. 

## Primeros años de vida
Hijo del fundador de la familia Edwards en Chile, George Edwards Brown e Isabel Ossandón Iribarren.
Agustín Edwards se casó con su sobrina Juana Ross Edwards, el 6 de abril de 1851 con quien tuvo ocho hijos, entre ellos, Agustín Edwards Ross; quien fuera parlamentario y ministro de Estado.

## Carrera empresarial
En 1830, a los 15 años abandona sus estudios en La Serena para dedicarse a trabajar en los negocios mineros que tenía su padre en Vallenar y Freirina, pero rápidamente se aleja de él para trabajar con la firma Walker Hnos. 
En 1835 se independiza y se establece en Vallenar, con un capital de 2.000 pesos que había reunido en los 5 años anteriores. Se dedica a partir de esta fecha a habilitar o financiar mediante préstamos las exploraciones y explotaciones de los pequeños mineros o pirquineros de la zona. 
Los préstamos consistían en el aprovisionamiento de mercadería en los primeros años y luego en azogue, hierro y pólvora que ellos le pagaban en mineral de cobre y plata, o en pagarés notariales, en ese entonces desconocidos por los pirquineros locales. Gracias a estos instrumentos pudo no tan sólo comprar a un valor menor que el de mercado el mineral de los pirquineros, sino que cuando éstos se negaban a reconocer la deuda contraída hacía efectivos los pagáres firmados, expropiándoles los derechos mineros que posteriormente revendía. 
Sobre la base de estas operaciones Agustín Edwards fue aumentando su capital en forma permanente y sostenida, durante los siguientes dos años, transformándose en uno de los más importantes "habilitadores" del emergente Norte Chico chileno. Su centro de operaciones siempre estuvo en Vallenar, Freirina, y el puerto de Huasco donde se embarcaban los minerales. 
A partir de 1837 traslada su residencia y centro de operaciones a la ciudad de Copiapó, capital del mundo minero, en ese entonces. Amplía sus negocios a realizar avances y préstamos no sólo a mineros sino, también, a comerciantes navieros, a la compraventa y metalurgia de minerales, tanto de plata como de cobre. 
Rápidamente Agustín Edwards se convirtió en el principal financista del mundo mercantil y minero de Copiapó, llegando al punto de evitar que algunos comerciantes pudiesen aumentar sus ganancias, negándoles créditos que les permitieran realizar aumentos de capital o contratar fletes para traer mercancías. Esta situación inocentemente la narra Agustín Ross:

...dominó completamente el comercio de Copiapó y además de banquero logró convertirse en una especie de tutor de los comerciantes, no permitiendo que se hicieran competencia ruinosa unos a otros. A los que tenían que venir a Valparaíso a efectuar sus compras de mercaderías para surtir sus almacenes o tiendas, los turnaba, no proporcionando crédito sino a uno o dos de cada ramo de comercio en cada vapor (que entonces tocaba mensualmente en el puerto). Así se surtían todos los comerciantes por turno, sin dañarse mutuamente, y don Agustín podía pulsear la situación de todos para apreciar hasta que punto podía, con seguridad, otorgarles crédito.

En 1845 se asoció con Tomás Gallo, Gregorio Ossa y Cerda y Matías Cousiño, para fundar la Sociedad Minera de Copiapó.
Posteriormente funda la casa comercial Casa Edwards y Cía. con sede en Copiapó, con un capital de 300 mil pesos, dedicada a los préstamos
Por esos años el estadounidense Guillermo Wheelwright le propuso la construcción de un ferrocarril entre Copiapó y el puerto de Caldera, que permitiera sacar los productos mineros por el mar. El auge de la zona requería de un medio rápido y efectivo de transporte de minerales. Edwards vio la trascendencia del proyecto y participó como principal promotor y financista. Propuso fundar una sociedad con pocas acciones de alto valor, pues así sería más fácil de manejar. La sociedad anónima Compañía de Ferrocarril de Copiapó S.A. se creó con 14 acciones de 50 mil pesos cada una. Edwards compró dos y fue designado presidente de la compañía hasta su muerte. En 1851 fue inaugurado el trayecto que cubría 81 kilómetros entre Copiapó y Caldera.

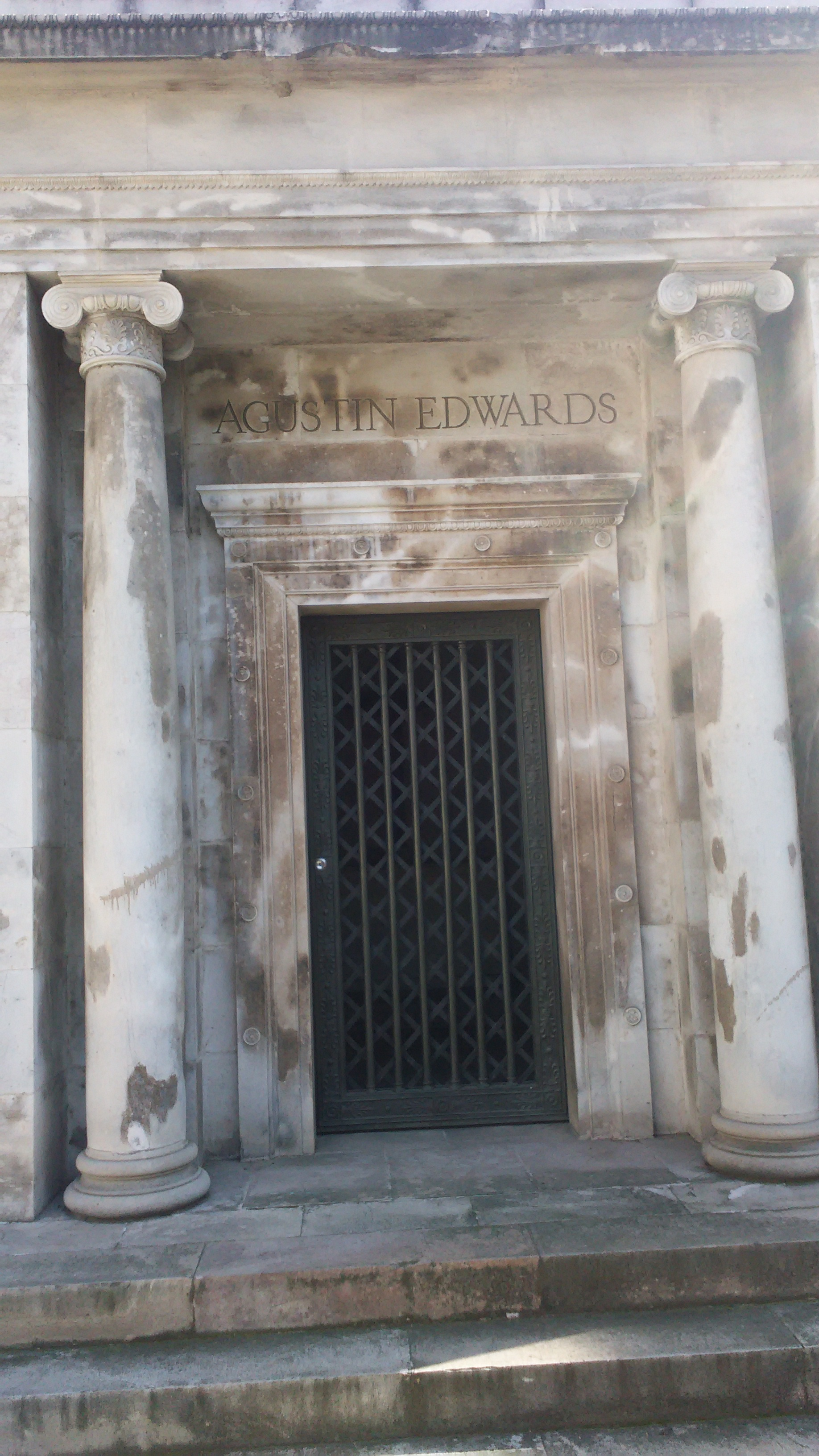
Su mausoleo en el Cementerio General de Santiago de Chile.

En 1851 se radica en el puerto de Valparaíso, en ese entonces el principal puerto chileno y del Pacífico Sur, donde decide establecer una filial de la Casa Edwards y Cía. en la Casa Comercial Thomas Smith, propiedad de su cuñado, casado con Jacoba Edwards Ossandón, y que hasta la fecha actuaba como su agente. Así inicia en el puerto sus operaciones mineras, mercantiles y financieras, que le valieron ser reconocido como banquero, antes que existiera una ley que regulara tal actividad. Agustín Edwards comenzó a realizar operaciones bancarias e motu proprio (préstamos, depósitos con bajo interés, hipotecas, etc.)
A partir de 1855 durante el gobierno de Manuel Montt coopera con la construcción del ferrocarril entre Santiago y Valparaíso. Su fortuna siguió creciendo y se calcula que en 1857 poseía alrededor de seis millones de pesos.
En septiembre de 1865 la guerra con España generó una aguda crisis económica. Esto obligó al gobierno a decretar la inconvertibilidad de los billetes emitidos por el Banco Nacional de Chile. Sin embargo, autorizó a las oficinas fiscales a recibir los billetes, siempre que poseyeran las firmas solidarias del Banco de Valparaíso y la Casa Comercial Edwards y Cía..
El 1 de enero de 1867 Agustín Edwards constituyó oficialmente el banco, organizando la Casa Bancaria Agustín Edwards y Cía. o Banco de Agustín Edwards y Cía., de la cual fueron sus socios gestores Jorge Ross Edwards, José Olof Délano Edwards, Benito Forbes Smith, Roberto Délano Edwards y Santiago Ross Edwards, todos parientes o socios comerciales. Estableció su dirección comercial en la calle Prat número 199, la que sería por años la dirección del Banco. Los negocios del Banco entonces eran créditos en cuenta corriente, préstamos sueltos a la vista o a plazo, descuento de letras y pagarés comerciales a seis meses plazo.
Por decreto del 5 de diciembre de 1871, el Banco de A. Edwards fue autorizado para emitir billetes.
El 19 de marzo de 1875 compra en 20.000 pesos a Ricardo S. Tornero el edificio que ocupaba el periódico El Mercurio de Valparaíso en calle de la Aduana, que en ese entonces pasaba por una aguda crisis económica; sin embargo, no es hasta 1877 que hace cargo por completo del periódico. Desde ese entonces el nombre de Agustín Edwards se ha asociado a este medio periodístico.
Al sobrevenir la crisis económica de Chile de 1876 el Banco de Agustín Edwards era el tercer banco más importante de Chile.

## Carrera política
Diputado por Valparaíso entre 1873 y 1876, elegido Senador por la misma ciudad para el período 1876-1882 que no alcanzó a completar. Integró la Comisión Permanente de Hacienda e Industria.
En 1879 fue electo Pedro Nolasco Marcoleta Dávila, por tres años, como subrogante de Agustín Edwards Ossandón.